# Yuki Hamano
Yuki Hamano (født 23. juni 1978) er en tidligere japansk fodboldspiller.
Han har spillet for flere forskellige klubber i sin karriere, herunder Kataller Toyama.